# 1620 Geographos
1620 Geographos (/dʒe.o'gra.fos/), denumirea provizorie 1951 RA, este un asteroid foarte alungit, pietros, un obiect apropiat de Pământ și un asteroid potențial periculos din grupul Apollo, cu un diametru mediu de aproximativ 2,5 kilometri (1,6 mi). A fost descoperit pe 14 septembrie 1951 de astronomii Albert George Wilson și Rudolph Minkowski la Observatorul Palomar din California, Statele Unite. Asteroidul a fost numit în onoarea National Geographic Society.

## Orbită și clasificare

Animație a orbitei lui 1620 Geographos 2010-2020
Soarele·
Venus·
Pământul·
Marte·
1620 Geographos

Geographos orbitează în jurul Soarelui la o distanță de 0,8–1,7 AU o dată la 1 an și 5 luni (508 zile). Orbita sa are o excentricitate de 0,34 și o înclinație de 13° față de ecliptică. Orbita sa este bine determinată pentru următoarele câteva sute de ani. Datorită excentricității sale mari, Geographos este, de asemenea, un asteroid care traversează orbita lui Marte. Arcul de observare al corpului începe la Palomar, cu două săptămâni înainte de observarea oficială a descoperirii sale.

### Apropieri mari
Fiind un asteroid potențial periculos, Geographos are o distanță minimă de intersecție orbitală (MOID) cu Pământul mai mică de 0,05 AU și un diametru mai mare de 150 de metri. Distanța Pământ-MOID este în prezent 0,0301 UA, care se traduce în 11,7 distante lunare. În 1994, Geographos și-a făcut cea mai mare apropiere cu Pământul în două secole la 5,0 Gm - care nu va fi întrecută până în 2586.

## Misiunea eșuatăClementine
Geographos urma să fie explorat de misiunea Clementine a SUA, care a fost lansată în ianuarie 1994. Cu toate acestea, o defecțiune a navei spațiale a pus capăt misiunii înainte ca aceasta să se poată apropia de asteroid. 

## Caracteristici fizice

### Tip spectral
În clasificarea Tholen și SMASS, Geographos este un asteroid de tip S. Aceasta înseamnă că este foarte reflectorizant și este compus din nichel-fier amestecat cu fier și magneziu-silicați.

### Perioadă de rotație
Începând cu anii 1970, mai multe curbe de lumină de rotație ale lui Geographos au fost obținute din observații fotometrice. Analiza curbei de lumină a dat o perioadă de rotație (sens de rotație retrograd) între 5,222 și 5,224 ore cu o variație foarte mare a luminozității între 1,02 și 2,03 magnitudini (U=3/3/3/2/3/3/3).
Efectul Iarkovski determină o scădere a semiaxei mari orbitale de 27.4±5.7 m/an în timp ce efectul YORP crește rotația asteroidului cu o rată de (1.14±0.03)×10−3 rad an−2. 

### Axă de rotire
Mai multe curbe de lumină au fost, de asemenea, modelate din observațiile fotometrice abundente. În 1994 și 1995, astronomii polonezi au obținut o perioadă concurentă de 5,223328 ore și au găsit o axă de rotație de (54,0°, −52,0°) în coordonate ecliptice (λ, β) (Q=3/3). Observațiile radiometrice au dat o perioadă de 5,223327 ore și un pol de (55,0°, -46,0°). Alte două studii internaționale au obținut o perioadă de 5,223326 ore și un pol la (56,0°, -47,0°) și respectiv (55,0°, -45,0°),(Q=3/3).

### Formă si structură
Curba de lumină prezintă o amplitudine mare, indicând forma sa alungită, având 5,0×2,0×2,1 kilometri, ceea ce corespunde unui diametru mediu de 2,5 km.
Interiorul asteroidului are probabil o structură de grămadă de moloz. Inerția termică mare a asteroidului indică că suprafața este cel mai probabil un amestec de granule fine, roci mari și bolovani. În timpul apropierii asteroidului de Pământ în 1994, un studiu radar al acestuia a fost efectuat de către Deep Space Network la Observatorul Goldstone, California. Imaginile rezultate arată că Geographos este cel mai alungit obiect din Sistemul Solar.

### Diametru și albedo
Conform observațiilor cu Observatorul Goldstone și sondajelor spațiale efectuate de Infrared Astronomical Satellite IRAS și misiunea NEOWISE a Wide-field Infrared Survey Explorer, Geographos are între 1,77 și 2,56 kilometri în diametru, iar suprafața sa are un albedo între 0,26 și 0,3258. Collaborative Asteroid Lightcurve Link adoptă un albedo de 0,26 și un diametru de 2,5 kilometri bazat pe o magnitudine absolută de 15,09.

## Numire
Această planetă minoră a fost numită după National Geographic Society, ca recunoaștere a contribuției sale la astronomie prin sprijinirea National Geographic Society – Palomar Observatory Sky Survey (NGS-POSS), care a produs un atlas fotografic al întregului cer nordic în anii 1950. NGS-POSS a fost condus de cel de-al doilea descoperitor, Rudolph Minkowski. Cuvântul grecesc geographos înseamnă geograf (din geo– „Pământ” + graphos „desenator/scriitor”).Citația de numire fost publicată de Minor Planet Center în august 1956 ( M.P.C. 1468 ).